# Mogente
Moixent (Spanisch: Mogente; offiziell: Moixent/Mogente) ist eine Gemeinde mit 4.373 Einwohnern (Stand: 2024) in der spanischen Provinz Valencia. Sie befindet sich in der Comarca La Costera.

## Geografie
Moixent liegt etwa 85 Kilometer südsüdwestlich von Valencia in einer Höhe von ca. 340 m. Durch die Gemeinde führt die Autovía A-35 von Valencia kommend Richtung Albacete.

## Geschichte
Die Ruinen einer keltiberischen Stadt aus dem dritten vorchristlichen Jahrhundert, die heute als La Bastida de les Alcusses bezeichnet wird, befinden sich im Gemeindegebiet.

## Demografie
| 1857 | 1900 | 1930 | 1950 | 1970 | 1981 | 1991 | 2001 | 2011 | 2021 |
| ---- | ---- | ---- | ---- | ---- | ---- | ---- | ---- | ---- | ---- |
| 4400 | 4333 | 3745 | 3792 | 3710 | 3976 | 4165 | 4300 | 4758 | 4326 |

## Sehenswürdigkeiten
- keltiberische Nekropole (Necrópolis ibérica del Corral de Saus)
- Burgruine von Mogente (Castillo de Mogente), um 1244 errichtet, Funde zeigen aber bereits eine Besiedlung ab der Bronzezeit
- Peterskirche (Iglesia de San Pedro Apóstol) aus dem 19. Jahrhundert
- Christuskapelle aus dem 19. Jahrhundert
- Archäologiemuseum
- Museum Padre Moreno

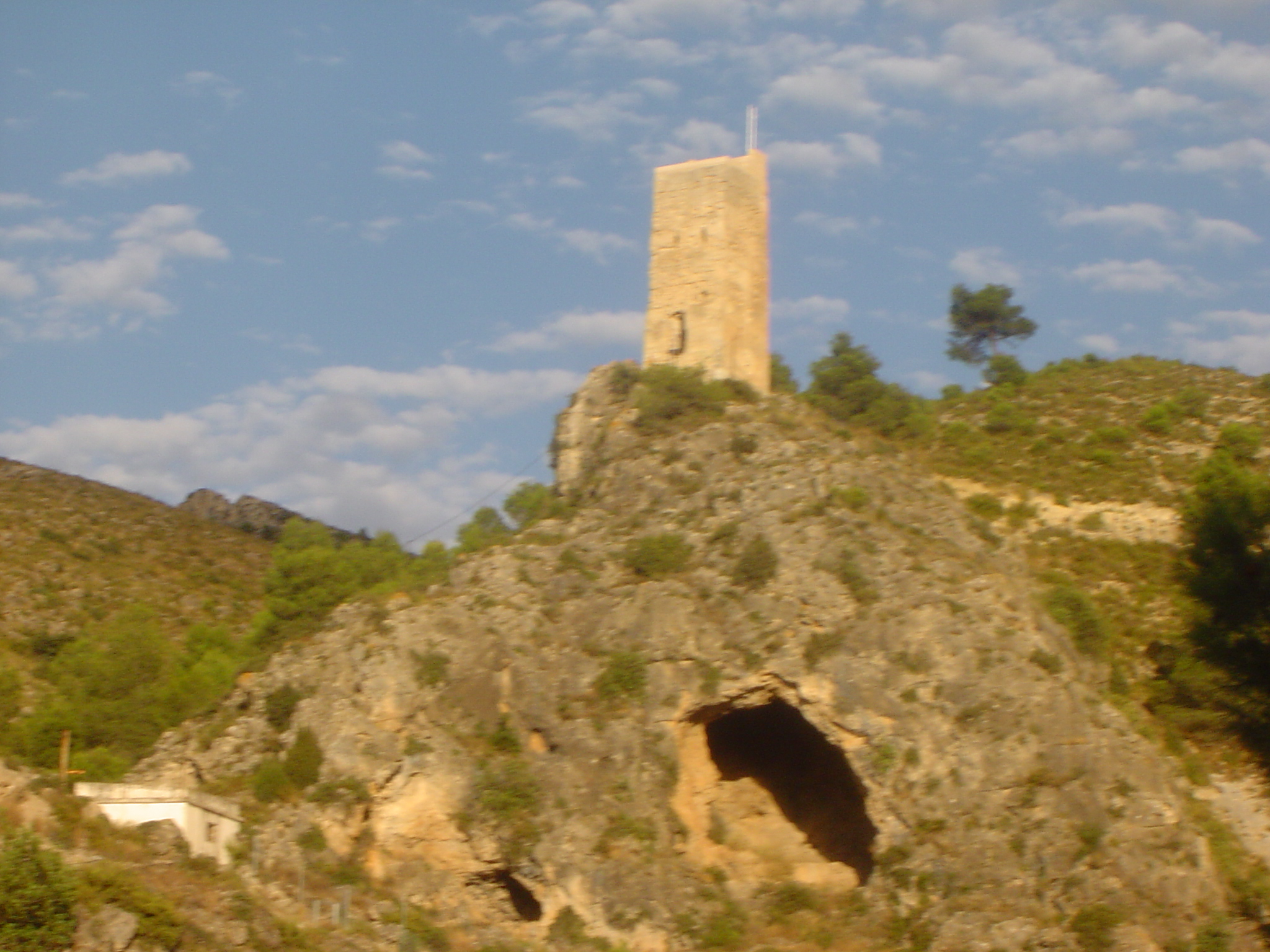
Burgruine von Moixent
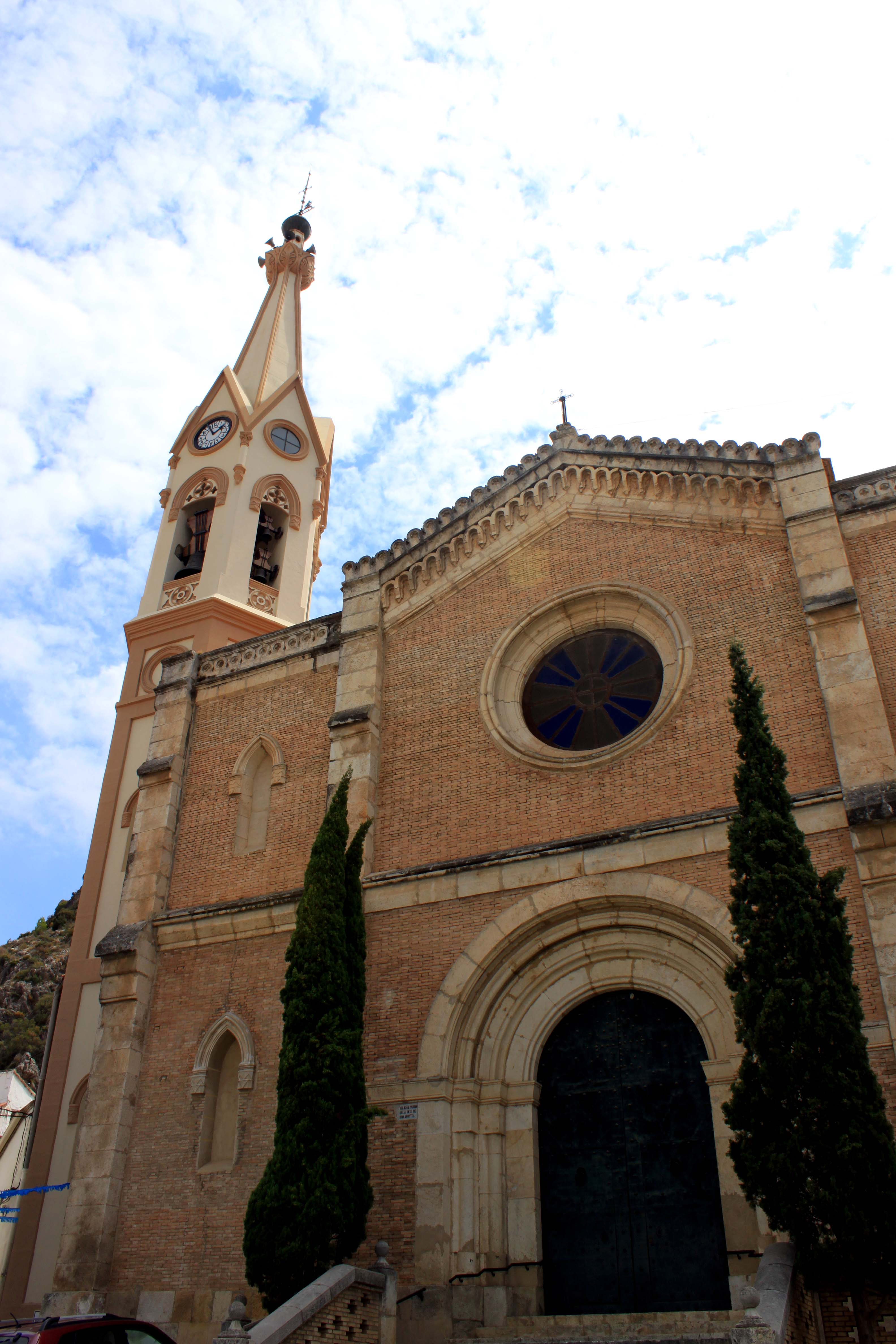
Peterskirche
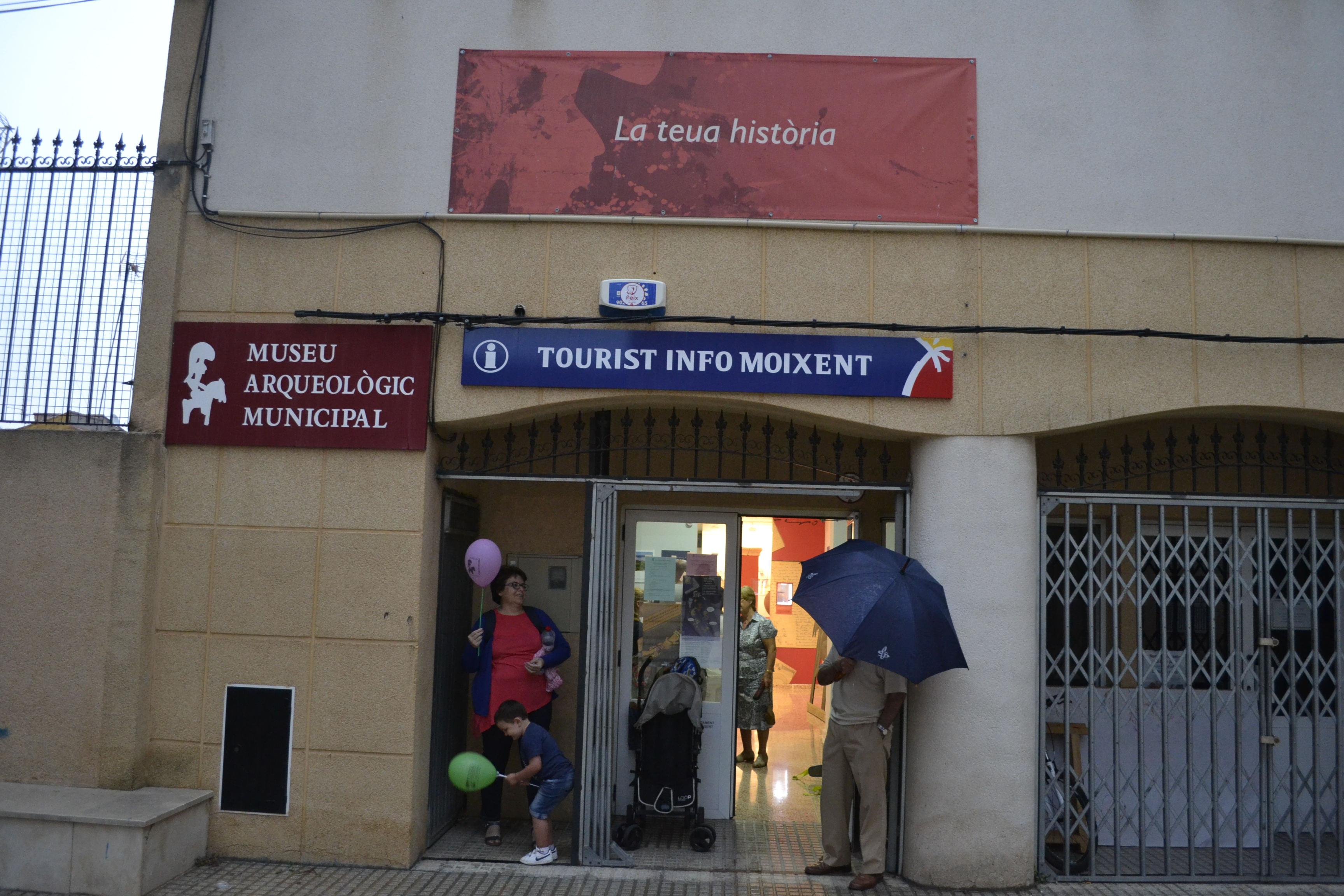
Archäologiemuseum

## Persönlichkeiten
- Juan Bautista Perales (1837–1904), Historiker
- Francisco Cirujeda (1853–1920), Komponist, Musiker und Sänger
- Pau Martí (* 2004), Radrennfahrer